# Soldier (album)
Pour les articles homonymes, voir Soldier.
Albums de Iggy Pop
New Values
(1979) Party
(1981)
Soldier est le quatrième album studio du chanteur de rock américain Iggy Pop. Il est sorti en février 1980 par le label Arista.

## Enregistrement
Pour l'album, Iggy a collaboré avec l'ex-Sex Pistols, le bassiste Glen Matlock.
Ex-membre des Stooges James Williamson a été initialement embauché pour produire l'album, mais un conflit entre Williamson et David Bowie (qui aidait en tant qu'ami de Pop) sur les techniques d'enregistrement a conduit Williamson à sortir sur le projet.
Bowie et Simple Minds ont fournies des chœurs sur "Play It Safe".
Il y a eu un débat sur le manque de guitare solo sur le mix final, qui a été critiqué par Glen Matlock. Dans la biographie de "Pop's", Matlock affirme que la guitare solo a été dépouillée après que Bowie ai été cogné par Stella Nova pour avoir dragué sa petite amie de l'époque, Patti Palladin.

## Titres
Toutes les chansons sont d'Iggy Pop, sauf indication contraire
| No | Title                             | Writer(s)              | Length |
| -- | --------------------------------- | ---------------------- | ------ |
| 1. | "Loco Mosquito"                   | Iggy Pop               | 3:13   |
| 2. | "Ambition"                        | Glen Matlock           | 3:25   |
| 3. | "Knocking 'Em Down (In the City)" | Iggy Pop               | 3:20   |
| 4. | "Play It Safe"                    | David Bowie, Iggy Pop  | 3:05   |
| 5. | "Get Up and Get Out"              | Iggy Pop               | 2:43   |
| 6. | "Mr. Dynamite"                    | Glen Matlock, Iggy Pop | 4:17   |

| No  | Title                | Writer(s)               | Length |
| --- | -------------------- | ----------------------- | ------ |
| 7.  | "Dog Food"           | Iggy Pop                | 1:47   |
| 8.  | "I Need More"        | Glen Matlock, Iggy Pop  | 4:02   |
| 9.  | "Take Care of Me"    | Glen Matlock, Iggy Pop  | 3:25   |
| 10. | "I'm a Conservative" | Iggy Pop                | 3:55   |
| 11. | "I Snub You"         | Barry Andrews, Iggy Pop | 3:07   |

| No  | Title                        | Writer(s)           | Length |
| --- | ---------------------------- | ------------------- | ------ |
| 12. | "Low Life"                   | Ivan Kral, Iggy Pop | 2:57   |
| 13. | "Drop a Hook" (instrumental) | Iggy Pop            | 4:25   |

## Musiciens
- Iggy Pop – vocals
- Glen Matlock – bass guitar, backing vocals
- Ivan Kral – guitar, keyboards
- Klaus Krüger – drums
- Stella Nova – guitar
- Barry Andrews – keyboards

with:
- Simple Minds (Jim Kerr and Derek Forbes) – backing vocals on "Play It Safe"
- David Bowie, Patti Palladin, Glen Matlock, Steve New, Ivan Kral, James Williamson – backing vocals on "Play It Safe"
- Henry McGroggan – chorus on "Loco Mosquito"

Technical
- Pat Moran – production
- Thom Panunzio – mixing, production on "Low Life"
- Peter Haden – engineering
- Joe Brescio – mastering
- Brian Griffin/Rocking Russian – sleeve design